# Voix (roman)
Pour les articles homonymes, voir Voix.
Voix (titre original : Voices) est un roman de médiéval fantastique de la romancière américaine Ursula K. Le Guin publié en 2006 et traduit en français en 2010. Il constitue le deuxième tome de la trilogie Chronique des rivages de l'Ouest.
Ce roman est tout à la fois réaliste, fantastique et poétique. C'est l'évolution du combat entre deux sociétés opposées. Ansul est historiquement la capitale d'une antique mystérieuse société polythéiste et animiste. Elle est asservie par les Alds, un peuple militaire, théocratique et tyrannique venu du désert d'Asundar et qui a envahi Ansul en interdisant les livres et les mots lus ou écrits. L'arrivée, puis la voix du poète venu du nord Orrec Caspro, qui est apprécié des Ansuliens et des Alds, est l'étincelle qui conduira le peuple d'Ansul à la révolte et à la liberté. Un accord de protectorat politique et commercial qui résoudra le conflit entre les deux peuples est ensuite obtenu. Les identités nationales respectives des deux cultures opposées qui s'ignoraient au départ, seront retrouvées, libérées et conjuguées positivement à la fin.

## La quête de Liberté est au cœur deVoix
Voix est le second volet du triptyque de Voix, Dons et Pouvoirs qui sont publiés dans la Chronique des rivages de l'Ouest d’Ursula K. Le Guin. Ce premier roman Voix, est un livre de 288 pages, divisé en 16 chapitres.

## Contrées et lieux principaux de cette épopée qui commence parVoix
Après l’hymne de Caspro à la Liberté en exergue, trois cartes successives illustrent le début de ce premier livre Voix. La première carte est celle des rivages de l’Ouest qui sont les régions imaginaires et les lieux où se passent les événements qui se déroulent dans les trois volets du triptyque de la Chronique des rivages de l'Ouest. Au nord-est sont les Entre-Terres qui sont des domaines arides, isolés et rivaux, où naissent et vivent les héros de cette saga que sont Orrec Caspro et Gry Barre, décrits dans le deuxième roman. Leurs dons ne sont pas reconnus ou manifestés, et comme ils ne correspondent pas à ceux de leurs lignées, ils doivent partir. À la fin ils se marient et ils descendent par le sud dans les Basses-Terres à Bendraman jusqu’à Derris-les-Eaux. C’est là qu’est née la mère d’Orrec Caspro qui a appris à son fils tout ce qui a permis à Orrec Caspro ensuite de devenir un poète reconnu et renommé, un conteur de mots sacrés et de contes historiques. Il est ensuite appelé pour ses talents plus au sud et plus près de la mer de l’ouest, en traversant la région d’Urdile et son université à Mesun où Orrec Caspro deviendra professeur. Il descend après par la région de Bendile jusqu’aux Cités-États qui sont peuplées de cités esclavagistes et où se situent en grande partie l’histoire du troisième roman. Orrec et Gry sont ensuite appelés jusqu’à la région d’ANSUL encore plus au sud, qui un port réputé très ancien de la mer de l’Ouest dont les habitants sont envahis et opprimés depuis dix-sept ans par les Alds qui sont des envahisseurs militaires et théocratiques venus du désert d’Asudar à l’est. Orrec Caspro et Gry sont invités à Ansul pour réjouir le roi des Alds que l’on appelle le gand du gand d’Ansul et qui a appris à aimer la poésie et les vieux contes historiques. C’est toute l’histoire de ce premier roman qui se déroule dans une quête de liberté des habitants d’Ansul obtenue après une révolution contre les envahisseurs Alds, et en se souvenant de leurs antiques ancêtres les Aritans qui sont venus du Levant il y a 1 000 ans.

## La place deVoixdans laChronique des rivages de l'Ouest
Les premiers héros de l’histoire sont le poète et conteur Orrec Caspro et son épouse Gry Barre de Roddmant, qui viennent des Entre-Terres au nord et dont l’histoire est celle de Dons, le deuxième roman qui suit Voix. Ils arrivent à Ansul au sud, qui est en bord de mer. Les Alds sont arrivés il y a dix-sept ans déjà à Ansul, en conquérants, venus depuis le désert d’Asudar à l’est. Ils oppriment les habitants et les traitent en esclaves. Anciennement les Aritans étaient venus du Levant il y a 1 000 ans à Ansul, où ils s’étaient fixés et avaient développé une civilisation raffinée, cultivée et artistique, renommée pour la philosophie et la poésie de leurs livres, de leurs anciens contes, et de la beauté de leurs monuments. Ils ont découvert une grotte cachée et tout au fond une source qui interrogée rendait un oracle. Une bibliothèque fut instaurée dans le domaine de Galvamand, à l’entrée de la grotte souterraine cachée sous terre, puis une université. Le passemestre Sunder Galva qui dirige le clan et la maison de Galvamand est toujours considéré à Ansul par les habitants, comme le chef des autres clans Gelb, Cam et Actamo qui dirigent les maisons de Gelbmand, de Cammand et d’Actamand. Le passemestre Sunder Galva et Némar Galva à qui il a appris à lire et à écrire en secret, sont les seconds héros de cette odyssée fantastique.
Les Alds envahisseurs d’Ansul sont dirigés par le gand du gand d’Ansul nommé Iorath qui est devenu cultivé et est passionné de poésie et de contes. C’est pourquoi il a invité Orrec Caspro qui est un célèbre conteur venu d’Entre-Terres au nord, avec son épouse Gry Barre. Son fils Iddor qui est jaloux de son père, ignore totalement les règles sociales et les arts d’Ansul comme la lecture, l’écriture et la poésie qui sont interdits par les prêtres qui croient en un dieu unique Atth qui seul est bon. Les Alds croient en la présence de démons cachés dans les mots. Pour les prêtres il existe un dieu du mal qu’il faut éradiquer pour que seul règne le dieu bon Atth. Ce dieu du mal s’appelle Obathh et il se cache à Ansul dans une grotte noire cachée que les prêtres appellent la Gueule de la nuit, la Gueule du mal, et qui doit être cherchée, trouvée et détruite. Et ce mauvais dieu de la nuit se manifeste pour les prêtres Alds qui sont incultes et fanatiques, par la lecture et l’écriture de livres qui sont à noyer et à interdire. C’est pourquoi en arrivant à Ansul, les soldats Alds ont tué les possesseurs de livres et détruit la bibliothèque et l’université qui entre-temps avaient été déplacés hors de la maison de Galvamand.

## Résumé
Ce roman épique débute par l'hymne de Caspro à la Liberté : « Tel un veilleur guettant l’aurore. Par une obscure nuit d’hiver, tel un captif rêvant d’ardeur. Pris dans l’étau du froid cruel, ainsi voilée et opprimée. L’âme t’appelle. Sois notre jour et notre flamme, Liberté ! ».

### Première partie
Quand Némar Galva ouvre la porte de la salle secrète de sa maison
« Mon premier vrai souvenir est d’écrire la formule donnant accès à la salle secrète » dit Némar Galva, en traçant les signes avec ses doigts placés très haut sur le mur du couloir. Alors « Une ouverture se ménage dans la paroi. J’entre ». Némar Galva toute petite se souvient de ce que lui a appris sa mère Decalo Galva qui fut agressée lors de l’invasion des Alds dans leur maison de Galvamand, à Ansul, il y a dix-sept ans.
Avant l’invasion, sa mère alors était une « Galva de sang et de maison. Elle occupait le poste essentiel et honorable de Chef-Gouvernante de Sulter Galva, passemestre d’Ansul » et dirigeait tous les gens de la maisonnée des employés de Galvamand. Lorsque les Alds envahirent Ansul ils pillèrent Galvamand et emmenèrent Sulter Galva qu’ils torturèrent pendant un an pour lui faire révéler la bibliothèque cachée. Sulter ne parla jamais mais il resta estropié lorsque les soldats et les prêtres Alds le libérèrent, ensuite, persuadés qu’il ne savait rien.
D’emblée dans ce début du roman, la magie apparaît dans les gestes mystérieux d’une enfant rescapée et protégée par le passemestre d’Ansul. Elle ouvre en traçant les signes d’une formule magique, une salle secrète qui est son refuge quotidien. L’histoire continue lorsqu’elle découvre un soir à l’intérieur de la salle secrète, le passemestre son protecteur, qui est aussi étonné qu’elle, et qui lui demande de lui expliquer comment elle est entrée ? « — Que viens-tu faire dans cette salle ? » lui demanda le passemestre ? « C’est là que je me réfugie quand je n’en peux plus. J’aime regarder les livres. Ce n’est pas grave si je les regarde ? Même à l’intérieur ? » lui répondit Némar. Le passemestre lui expliqua que les signes qu’elle avait tracés en l’air pour ouvrir la salle secrète étaient des mots qui pouvaient être prononcés et aussi écrits dans des livres. Némar comprit et lui dit « Je ne savais pas encore que les mots écrits étaient identiques à ceux qu’on prononce. J’ignorais qu’écrire et parole sont deux façons différentes de faire la même chose ». Le passemestre dit alors à Némar qu’il assurerait désormais son « éducation » et serait son professeur, en lui apprenant à parler, à lire et à écrire les signes et les mots, pour qu’elle puisse comprendre les livres de la bibliothèque secrète où ils se réuniraient la nuit pour ne pas être vus. Et il lui apprendrait aussi l’ancien langage des signes et des caractères aritans qu’elle avait tracés sur le mur pour ouvrir la salle secrète, mais de mémoire et sans les connaître ni les comprendre. Mais cela devrait rester secret entre eux et qu’ils n’en parlent à personne. Car la salle secrète qui donne accès à la bibliothèque cachée, n’a jamais pu être trouvée par personne d’autre que ceux qui sont les seuls à posséder cette connaissance cachée qui remonte à leurs lointains ancêtres Aritans. Némar dit encore qu’elle n’avait pas été au fond de la bibliothèque qui était de plus en plus sombre et silencieuse, avec moins de livres qui brillaient dans l’obscurité car « La peur engendre le silence et le silence engendre la peur ».
Parmi tous les ouvrages que donna à lire ensuite le passemestre à Némar, sa préférence allait aux Transformations pour la poésie et aux Contes du seigneur du Manva pour les légendes. Et Némar écrivait maintenant dans la pièce secrète le livre qui relatait quotidiennement ses actions, ses faits et gestes, en disant « j’ai autant de mal à parler de mon courage que de ma lâcheté. Mais je veux ce livre aussi fidèle à la vérité que possible ».
Quand Némar rencontre Gry
Némar aidait souvent Ista la cuisinière de Galvamand, et allait souvent pour elle au marché acheter du poisson, des fromages et des légumes. Elle devait pour cela porter de vieux habits d’homme qui étaient raccourcis pour cacher sa frêle silhouette, car les femmes devaient rester à la maison selon l’interdiction des Alds, sinon elles pouvaient être agressées et arrêtées. Elle passait alors pour un adolescent, en marchant lentement et sans regarder les gardes Alds en cape bleue et cuirasse de cuir, armés de gourdin et d’épée. Némar arriva au marché du port et aperçut une grande tente qui était dressée devant la tour des Amiraux. Elle en demanda la cause à un garçon qui lui dit « — Il va venir un grand conteur des Entre-Terres. Très célèbre » Les Alds raffolent de poésie et d’amuseurs, sauf les prêtres. Némar curieuse de ce poète d’Entre-Terres dont elle n’avait pas entendu parler, alla voir le chapiteau de la tente. Des coursiers Alds arrivèrent pour s’y placer et un cheval s’emballa et donna des ruades en jetant son cavalier par terre. Le cheval manqua de la renverser et elle se retrouva avec ses laisses dans les mains. Avec sang-froid elle tira sur les laisses et vit la tête de l’animal apeuré au-dessus d’elle. « — Du calme ! Du calme ! » s’écria Némar à la foule hurlante, sans savoir comment elle arriva par calmer la bête. Les citoyens d’Ansul finirent par laisser un espace vide autour d’elle et du cheval. « Au milieu de cette zone blanche ensoleillée gisait l’officier ald, encore sans connaissance après sa violente chute, aux pieds d’une femme et d’une lionne ». Derrière l’inconnue et sa lionne était un chariot. La femme ouvrit la porte arrière de la voiture et le fauve sauta dedans. Elle dit quelques mots à l’Ald qui se relevait et a qui elle dit « — Ce jeune homme a rattrapé votre jument, capitaine. C’est ma lionne qui l’a effarouchée. Je vous prie de bien vouloir me pardonner ». « — La lionne, oui », dit l’Ald, encore étourdi. Puis à la femme qui avait repris les rênes de sa monture au jeune homme et l’avait pacifiée, le capitaine s’écria : « — Ne la touche pas ! Toi, femme, c’est toi qui avais cet animal… un lion… » Elle remonta dans la roulotte et ils partirent. Némar se fondit dans la foule et une marchande de guenilles lui dit ensuite à propos de la lionne « Elle appartient à ce conteur et à sa femme. Reste l’écouter. C’est le prince des conteurs à ce qu’il paraît. » Némar revint vers sa maisonnée de Galvamand et rencontra la roulotte en route, où la femme qui était à la place du cocher lui proposa de la raccompagner, ce qu’elle accepta. « — La lionne est derrière…dans la roulotte ? » s’enquit Némar, à qui la femme répondit « C’est une ligresse. – Du désert d’Asudar. » Elle lui dit ensuite qu’elle venait d’Entre-Terres, loin au nord. Puis elle lui demanda, en ayant pris Némar d’abord pour un garçon palefrenier qui avait fait preuve de vivacité et de sang-froid, si elle ne connaîtrait pas une bonne stalle pour ses deux chevaux ? « Nous avons une écurie. Mais il faudra demander la permission » lui dit Némar. « On ne refuse pas une bénédiction. Je m’appelle Némar Decalo de Galvamand, fille de Galva. » « — Et moi Gry Barre de Roddmant ». C’est ainsi que les présentations furent faites. Ils arrivèrent à Galvamand. « — C’est la maison de l’oracle. La maison du passemestre » dit Némar. « — C’est le jour de Nero ».
Gry entra dans la maison où Gudit le palefrenier détela le cheval roux puis l’autre sans attendre que Némar appelle le passemestre. Il mena les chevaux à l’abreuvoir de l’écurie dont il ouvrit le robinet. « – D’où vient cette eau ? » demanda Gry à Gudit qui lui parla des sources de Galvamand ».
Orrec Gry et Shetar arrivent à Galvamand
Némar alla voir au plus vite son seigneur passemestre pour lui parler des visiteurs venus des lointaines contrées du Nord, dont les chevaux avaient été mis dans l’écurie, et pour lui demander la permission de les recevoir dans la maison. Il était en discussion privée avec Desac, an ancien militaire de la région de Sundraman, au sud d’Ansul, et en principe elle ne devait pas les déranger. Elle ajouta « Lui est conteur et elle… elle a une lionne. Une ligresse. Je lui ai promis de lui demander s’ils pourraient abriter leurs bêtes ici ». « — Des gens du cirque. Des nomades » commenta Desac, « — Non ! » s’exclama Némar qui dit « Lui est conteur et elle…elle a une lionne. Une ligresse. Je lui ai promis de lui demander s’ils pourraient abriter leurs bêtes ici ». Puis Némar poursuivit, indignée du mépris de Desac « — Il s’agit de Gry Barre de Roddmant, dans les Entre-Terres » et Némar raconta ce qui s’était passé au marché ou le mari de Gry de Roddmant était venu raconter des histoires au marché. « — Lui diras-tu que je voudrais les voir ? » lui dit le passemestre. Némar s’éclipsa rapidement pour aller le leur dire et revint avec eux deux, la ligresse étant restée dans la roulotte. Desac était parti lorsqu’ils se présentèrent ensuite au passemestre avec une inclinaison solennelle du buste. « — Soyez les bienvenus dans la demeure de mon peuple » leur dit le passemestre. Ils lui répondirent « — Mes salutations à la maison Galvamand et à ses habitants. Mes honneurs aux dieux et aux ancêtres de ce logis. » dirent-ils. Gry poursuivit en disant que son mari Orrec Caspro et elle, étaient venus pour rencontrer Sulter Galva, le seigneur passemestre, dont ils avaient entendu parler lors de leurs visites de bibliothèques et d’universités où ils étaient allés avant. Parce que c’était dans cette maison à Ansul que devaient se trouver les livres qui étaient à l’origine de toute la culture et de la poésie des Rivages de l’ouest depuis leurs ancêtres Aritans arrivés du Levant. Le passemestre dit « — Caspro est ici ? Orrec Cspro ? » très heureux, et il leur dit « — La renommée de ce poète le précède » et aussi qu’il était honoré de les recevoir tous deux dans sa maison. Ils racontèrent ensuite leurs histoires respectives. Orrec évoqua les dons des habitants de Entre-Terres dont il ne fallait surtout pas parler aux Alds qui les auraient pris pour des sorciers et tués. Gry dit « Je n’ai aucun talent pour les mots, mon don est d’écouter ceux qui ne parlent pas ». Puis Orrec poursuivit à la demande du passemestre en disant « — Le don de ma famille était la destruction mais moi, j’ai reçu le don de la création ». Le passemestre raconta ensuite son histoire et les tortures que lui avaient infligées les Alds pendant un an, car « Pour les prêtres des Alds « Il existe il existe une terrible puissance du mal que l’on appelle Obathh. L’autre seigneur » et qu’ils avaient localisés dans la maison de Galvamand à Ansul. Mais il n’avait pas parlé car, dit le passemestre « les dieux de ma maison et les ombres de mes défunts m’ont pardonné avant que j’y parvienne. Ils m’en ont empêche. Les mains de tous les créateurs de rêves étaient plaquées sur ma bouche ». Il raconta ensuite l’histoire des 1000 justes qui selon les prêtres des Alds devaient être des soldats qui détruiraient définitivement le seigneur du mal et la Gueule de la nuit qui se trouve à Ansul dans une bibliothèque d’Université. C’est pourquoi il fallait détruire les livres et leurs possesseurs et en interdire la lecture et l’écriture. Ensuite, Gry leur parla encore, à la demande de Némar, de la ligresse qu’ils avaient appelés Shetar qui avait été adoptée toute jeune auprès d’une troupe de forains, et qu’elle protégeait dans leur roulotte lors de leurs voyages, depuis la mort de leur chienne. Shetar venait du sud de région de Vadalva, qui était proche du désert d’Asudar où se situait Medron la capitale des Alds qui les avaient invités un temps pour que Orrec leur raconte ses histoires. Le passemestre leur dit ensuite de s’installer dans la chambre orientale au premier étage, où avait vécu sa mère et qui était la plus belle de la maison.
Orrec Caspro partit ensuite au marché sous la tente, pour raconter comme prévu aux nobles Alds, le conte de l’oiseau à queue de flammes issu des Transformations de Denios, que les anciens habitants d’Ansul connaissaient, mais que les jeunes soldats Alds ignoraient. Les Alds applaudirent après bruyamment des deux mains en poussant des « Eho ! Eho ! » et la foule des « Ah ! ». Orrec et Gry furent ensuite conviés au grand dîner où toute la maisonnée se retrouva avec eux. Orrec leur en fit compliment en leur disant que cela lui rappelait les soirées de sa maison de Entre-Terres où toute la maisonnée mangeait à la même table. Après le dîner Gry demanda la permission de ramener Shetar dans leur chambre et elle revint en la tenant par une courte laisse et en la présentant aux habitants de Galvamand. Pas plus grande qu’un grand chien elle ressemblait à une grande chatte rousse. Allongée par terre elle ronronna et Gry leur montra qu’elle aimait être caressée dans la fourrure soyeuse entre ses oreilles.
Némar découvre un livre d’Orrec Caspro dans la salle secrète
Némar ne pouvait pas dormir et était éreintée après cette longue et formidable journée qui avait été sous le signe de Lero, le dieu Chance. Elle décida d’aller dans la chambre secrète. Après avoir tracé les signes et ouvert la porte elle y entra et vint s’asseoir, après avoir allumé une lampe sur la table au centre de la bibliothèque. Il y avait un livre dessus que le passemestre avait dû lui préparer. Elle l’ouvrit. Il était écrit en lettres métalliques comme employés au Brendraman et à Urdile. Son titre était Le Chaos et l’esprit : Les Cosmogonies et en haut de la page était écrit « Orrec Caspro ». Le livre avait été imprimé à Derris-les-Eaux, au Bendraman. Et il y avait sur la page suivante les mots « Composé en l’honneur et en souvenir ému de Melle Aulitta de Caspromant ». Rapprochant la lampe, Némar commença à lire et elle se réveilla ensuite au matin, gelée et ankylosée; Elle parvint à peine à tracer les lettres pour ouvrir la porte qui se referma derrière elle. Elle partit jusque dans la cuisine où Ista lui donna un bol de lait chaud, et « Les mots merveilleux du poème déferlaient sous mon crâne comme des vagues. Comme un vol de pélicans au-dessus d’elles ». elle partit dans sa chambre et dormit comme une souche jusqu'à la fin de la matinée.
Le lendemain matin Némar retrouva Gry et Orrec, accompagnés de la ligresse, dans la cour de l’écurie. Gudit scella Bran, le grand cheval roux qu’Orrec monta et qui avait plus de vingt ans. Gry monta Étoile, après avoir convaincu Orrec qu’elle pouvait venir en s’étant affublée d’une culotte de cheval et d’une tunique grossière, après s’être coiffée d’un chignon sous une casquette noire. Ainsi vêtue, Gry était devenue « un garçon de vingt-cinq ans, au regard fuyant, timide, maussade ». Pour les Alds qui refusaient qu’une femme puisse entrer chez eux, Gry était « – Chy, le dompteur de fauves ». Gry et la lionne suivirent Orrec. Et Gudit le palefrenier implora pour eux « Ennu miséricordieuse de les protéger dans ce repaire de rats et de serpents meurtriers » où ils allaient pénétrer.
Invitations d’Orrec Caspro au palais du gand
Un messager des Alds était venu porter à Galvamand une invitation d’Iorath, le gand du gand d’Ansul, pour Orrec Caspro, de venir impérativement dans son palais avant midi; Orrec Caspro et Chy, le dompteur de fauves, étaient partis avec la ligresse, pour aller au palais du gand qui était situé dans l’ancien Hôtel de ville d’Ansul. Quand ils en revinrent plus tard, Némar Galva, inquiète les attendait dans la cour, assise sur le rebord de la cuvette asséchée de la fontaine de l’oracle. Pour cette première visite « cela s’était passé aussi bien passé que possible » lui dit Chy, qui redevint Gry ensuite en se débarrassant de ses vêtements dans la chambre du maître. Orrec raconta leur visite en en faisant un conte. Entrés dans l’Hôtel de ville que les Alds appelaient le palais du gand d’Asudar, ils avaient découvert des tentes militaires qui abritaient l’armée, séparément des écuries plus loin, avec au centre une grande et belle tente rouge qui était « le palais du gand » où vivait le roi Iorath avec son épouse esclave qui était de la lignée des Galva, servi par tous ses gens qui étaient aussi ses esclaves. Descendus de leurs montures et après que Bran et Étoile aient été conduits cérémonieusement dans l’écurie des nobles, Iorath salua Orrec Caspro en faisant l’éloge du grand poète qu’il avait invité. Orrec resta à l’entrée de la tente rouge pour le remercier et lui présenter Chy, le dompteur de fauve, et Shetar, la ligresse. Ils ne pénétrèrent pas dans la tente et s’assirent devant sur des tabourets. Iorath leur offrit à manger et boire et aussi des parasols portés au-dessus de leurs têtes ainsi que Shetar car les lions d’Asudar étaient très respectés parmi les alds. Orrec parla poésie avec le roi, puis commença par les grandes épopées asudariennes qu’il connaissait bien, ayant vécu parmi eux à Medron. Iorath dit ensuite qu’il aimerait mieux qu’Orrec lui conte des poèmes occidentaux, à l’écart des prêtres qui les trouveraient impies. Les courtisans et officiers se joignirent à la conversation et ils firent des compliments en lui disant qu’il était « une fontaine dans le désert ». Le fils du gand, Iddor, s’était tenu à l’écart. Il rentra dans la tente et parla fort aux prêtres entrés bien avant lui, à tel point que Iorath lui intima le silence. Shetar fit sa référence au gand du gand en s’allongeant les pattes avant et la tête sur ses pattes, ce qui fit beaucoup rire Iorath qui lui fit refaire son salut devant les nobles alds venus autour d’eux, et enfin devant son fils Iddor ressorti de la tente et qui voulut jouer, provoquer et agacer la ligresse sans aucun succès.
Ils étaient ensuite revenus à Galvamand comme ils en étaient partis. Orrec commenta ensuite sa visite à Némar en lui disant qu’il n’aimait pas ce qui s’était passé entre Iorath et son fils Iddor, car ce il savait qu’il y avait des guerres de succession chez les Alds. Le palais du gand était un nid de serpents et ils devaient prendre garde en y revenant désormais. Puis Orrec demanda à Némar comment Ansul était dirigé ? Némar lui expliqua le Conseil composé des quatre grandes familles des Galva, Gelb, Cam et Actamo, qui élisaient avant un passemestre tous les dix ans qui dirigeait la ville. Mais cela avait été supprimé il y a deux cents ans avant, par la rivalité des trois autres familles envers la maison des Galva, avec pour conséquence le déplacement de la bibliothèque et de l’université qui avaient été ensuite détruit par les envahisseurs alds qui se comportaient dans Ansul comme des soldats en campagne. Les livres ont été jetés dans les canaux ou dans la mer. Les deux cultures des Ansuliens et des Alds s’ignoraient respectivement. Orrec connaissait la réputation des livres de la bibliothèque d’Ansul initialement à Galvamand et il les recherchait. Il savait que le poète Denios y était venu jeune homme. Les Alds asservissaient les Ansuliens en les traitants d’esclaves mais ne les connaissaient pas. Gry emmena ensuite Shetar courir dans le vieux parc derrière la maison. Némar lui dit qu’elle trouvait les Alds odieux. Pour que Némar apprenne à mieux connaître les Alds, Gry lui proposa ensuite de se déguiser en garçon aide-palefrenier et de les accompagner le lendemain voir le gand du gand dans son palais, qui était très hospitalier et cultivé, où Orrec devait aller lui réciter les Cosmologies.
Le lendemain après dîner, Gry revint à la charge sur sa proposition dont elle avait convaincu Orrec, et le passemestre ne s’y opposa pas. Némar dit qu’elle irait et dans la nuit elle rêva de son père, un officier ald en cape bleue qui avait violé sa mèr, et dont elle n’avait pas parlé. Elle l’imagina comme un lion qui gravissait un mur en ruines, comme s’il était poursuivi.
Visite suivante au gand des Alds d’Ansul
Lors de sa visite suivante au gand des alds d’Ansul, « Orrec Caspro se fit accompagner de Chy le dompteur, de Shetar la ligresse et de Ném le palefrenier ». Quand ils arrivèrent à l’entrée de l’esplanade de l’hôtel de ville, un officier les accueillit et ordonna aux gardes à cape bleue de les laisser passer. Ném tînt Bran par les laisses et Orrec en descendit, puis un vieil homme prit les laisses et mena Bran aux écuries. Devant la grande tente rouge un esclave tendit à Chy une ombrelle qu’elle donna à Ném qui la plaça au-dessus d’Orrec et d’elle, pour que les Alds comprennent que Ném était leur esclave. Le grand Iorath sortit de sa tente, le visage sévère, et il arriva après la cour qui s’était rassemblée devant lui. Tout le monde se leva. Le gand sourit ensuite, il plaça les mains devant son cœur puis les ouvrit vers Orrec, comme s’il saluait un égal, et en l’appelant « gand des poètes ». « Mais il refuse de l’accueillir sous son toit » pensa Némar qui était devenue Ném l’aide palefrenier. Les Alds traitaient les Ansuliens de « païens ». Mais ce mot venait d’eux, car « Ils ne savaient toujours pas que la mer, la terre, et les pierres d’Ansul étaient sacrées, bénies par les dieux. ». Orrec dû réciter ensuite Daredar une épopée guerrière des Alds du désert et il fut applaudi. Le gand demanda à un esclave de faire apporter après un verre d’eau à Orrec, ce qui était un grand trésor dans du cristal. « Mais ils casseront le verre après, chuchota Gry ». Iddor demanda combien le lion avait coûté à Orrec ? Il répondit qu’à la demande des nomades propriétaires du lionceau, il leur avait raconté l’histoire du Daredar et qu’à la fin ils lui avaient donné le lionceau en récompense. « — Avez-vous lu nos chansons, les avez-vous inscrites dans des livres ? » dit Iddor agressivement. « — Mon prince, parmi les peuples d’Atth, j’obéis à la loi d’Atth » répondit Orrec. Le gand demanda ensuite au poète de lui réciter des vers de sa composition et de lui pardonner son ignorance de la poésie occidentale. Orrec répondit qu’il était indigne de plus grands poètes et qu’il préférait réciter Les Transformations du très cher poète urdilien Denios. À la fin et avant les applaudissements, le gand se leva et dit « Encore, poète. S’il vous plaît, redites-nous cette merveille ? » Avant que Orrec ne continuât ensuite, une forte voix retentit. « C’était celle d’un prêtre, vêtu d’une toque rouge et noire, avec une coiffure écarlate » qui ne laissait apparaître que son visage, portant un lourd bâton de jais et une courte épée. « — Fils du soleil, dit-il, n’était-il pas plus que suffisant d’entendre une seule fois ce blasphème ? » dit le prêtre. Le gand se retourna comme un faucon vers lui et les trois autres « toques rouges » autour, et il leur dit après avoir répondu à ses accusations « Seul est maudit celui qui perçoit la malédiction. Les victimes d’une ouïe défaillante, comme moi, peuvent continuer d’écouter en toute sécurité. Poète, pardonnez nos disputes et notre incorrection ». Iddor et les quatre religieux regagnèrent la grande tente, en parlant fort, peu satisfaits de l’issue du conflit. Orrec déclama de nouveau l’ouverture des Transformations. Il fut applaudi. Le gand lui fit apporter un nouveau verre d’eau, puis il eut avec lui un entretien privé « Sous le palmier ».
Gry avec Shetar en courte laisse, et Ném, revinrent vers les écuries où un jeune homme lui demanda « — C’est votre esclave ? », et Gry répondit « — Aide palefrenier ». Le jeune curieux régla son pas sur celui de Némar qui s’assit près d’une margelle et il s’assit à côté en lui disant « — Tu es Ald ? » « – Ton père en était-un, insista-t-il, finaud. ». Némar ressemblait à un Ald avec ses cheveux, son faciès, et haussa les épaules. Le garçon se présenta avec un regard timide comme « Simme » et lui demanda son nom « Ném » répondit-il. Simme lui dit que son père était capitaine et avait une très belle monture dans les écuries, comme celle du poète avec le grand vieux cheval roux. Il parla encore en posant des questions à Ném, jusqu’à ce que Chy lui dise que la discussion était finie et qu’il devait retourner à l’écurie. Le vieil homme de l’écurie ramena Bran à Orrec qui l’enfourcha. Ils quittèrent ensuite l’esplanade de l’hôtel de ville pour rentrer à Galvamand.

### Deuxième partie
Mise au point à Galvamand et révélation d’un complot
Ista prépara au dîner sa spécialité de « uffus », de la pâte d’agneau fourrée d’agneau et de chevreau haché, frite avec des pommes de terre et des herbes. Ils partageaient pour la viande le repas de Shetar. Après dîner le passemestre invita Orrec, Gry et Némar dans la galerie orientale pour discuter. Orrec leur parla de la conversation privée qu’il avait eue avec le gand Iorath. Il leur apprit que le gand des gands d'Asudar, qui avait été grand-prêtre, roi d’Asudar et chef des armées, depuis trente ans, était mort d’une crise cardiaque. La succession était compliquée et devait être « un neveu » car les grand-prêtres sont officiellement célibataires. Acray tenait le pouvoir depuis d’une main de maître en tant que gand des gands de tout l’Asudar. Il était donc moins prêtre que roi. Le nouveau roi devait-il alors rapatrier les Alds en Asudar avec tout leur butin, car ils n’avaient pas trouvé le Gouffre de la nuit et l’occupation d’Ansul leur coûtait très cher. De plus les femmes des soldats étaient restées en Asundar et leur manquaient. Et vivre trop longtemps hors d’Asundar parmi les impies mettaient leurs âmes en péril. Pourquoi dit Orrec, Ioratth se confie t-il ainsi à moi qui suis aussi un infidèle ? Le passemestre lui répondit qu’il était un poète, un prophète, et qu’il savait écouter Iorath en silence.
Le passemestre dit ensuite ce qu’il savait d’Iorath. Il avait fait d’une femme d’Ansul son esclave, sa concubine. Mais elle était de haute lignée et il la traitait honorablement comme une épouse. Elle s’appelle « Tirio Actamo » et est très jolie, gaie et intelligente. Le passemestre l’avait connue avant l’invasion et il avait appris qu’elle avait une grande influence sur Iorath. Il dit encore qu’Iddor était le fils du gand d’une mère restée à Asundar et qu’il haïssait son père. C’est lui et les prêtres qui avaient conduit en vain à Galvamand les soldats en quête de la Gueule de la nuit. Puis ce sont les prêtres et Iddor ensuite qui l’avaient torturé pour qu’il en avoue l’endroit et en le traitant de sorcier et de nécromant. Iorath n’était jamais venu le voir en prison mais c’est sans doute sur son ordre qu’il fut libéré après que ni les soldats ni les prêtres n’eurent trouvé la Gueule de la nuit. Puis le passemestre regagna la niche sacrée de la maison, posa ses mains dessus et murmura des louanges à Ennu et aux dieux de la maison.
Gry demanda ensuite à Némar de leur dire ce qu’elle avait appris des valets d’écurie et de Simme le garçon qui était venu lui parler et qui était fils d’in officier Ald ? Némar leur dit que les Alds en avaient assez d’Ansul et qu’ils aspiraient à revenir en Asundar où ils retrouveraient leurs femmes. Le passemestre repris la parole pour leur dire en leur demandant le secret qu’un collectif d’ansuliens préparaient un complot pour renverser les Alds et reprendre la ville. Mais les soldats Alds étaient plus de deux mille et très bien armés et disciplinés. Ils étaient inférieurs en nombre aux Ansuliens révoltés qui les avaient avant combattu toute une année, mais d’autres armées alds pouvaient venir rapidement à leur appel. Nous ne sommes pas des guerriers dit le passemestre, mais « notre culture vit encore. Et tant qu’elle vivra, nous vivrons. »
Deux jours plus tard Orrec, Chy et Shetar et Ném revinrent sur la place du Conseil. Gry voulait que Némar apprit ce qui se passait sur la place du palais auprès de Simme le garçon qui s’attachait à lui. Le gand demanda à Orrec de lui réciter une épopée ald qu’il dut interrompre parce que les prêtres dans la tente pourpre célébrèrent un office religieux bruyamment. Le gand pria Orrec de continuer après lui avoir apporté un verre d’eau. Ném fut de nouveau accosté par Simme près des écuries et ils s’engagèrent dans une dispute théologique. Ném dit à Simme qu’à Ansul il n’y avait pas de temples mais des sanctuaires modestes érigés dans les rues, comme des niches sur le bord des maisons dont on touchait le bord en prononçant des bénédictions, et en y déposant une fleur. Pour les Alds, Simme lui dit qu’ils allaient dans les grands temples pour prier. « — Qu’entends-tu par prier ? » lui demanda Ném. « Vénérer Athh ! » s’exclama Simme. « — Comment le vénère-t-on ? demanda Ném, Simme répondit On va aux cérémonies » puis « Il est question de la foi en Athh le seul (bon) dieu des Alds qui avec les prêtres disent « On se prosterne, les genoux et les mains par terre. Et on se frappe la tête contre le sol » en répétant les paroles des prêtres ». « — Pour quoi faire ? » demanda Ném. « — Eh bien si l’on veut quelque chose on implore Athh pour se faire exaucer. Pour qu’il nous donne la vie, la santé… et… et tout le reste » dit Simme. Némar savait ce qu’il voulait dire. Tout le monde implore Ennu quand il a peur. Tout le monde prie Chance pour obtenir ce qu’il désire. Voilà pourquoi on l’appelle le dieu sourd. Ném répondit à Simme « — C’est de la mendicité, pas de la prière. On prie pour être béni, pas pour obtenir des faveurs. » Simme se renfrogna et dit « — Tu ne peux pas être béni. Tu ne crois pas en Athh... » Ném fut traité ensuite de maudit s’il ne croyait pas en Athh, et en mourant qu'il deviendrait un démon, puis il le traita de païen. Ném lui dit qu’il ne croyait pas aux démons, puis arrêta de se disputer avec Simme. En l’interrogeant mieux ensuite, Simme lui dit « — J’espère que l’armée sera renvoyée en Asudar. Je voudrais me marier. C’est impossible ici ». Simme revint ensuite vers Ném lui présenter la belle jument alezane de son père puis lui dit « — À demain, Ném » quand Chy et Shetar revinrent et qu’ils quittèrent l’esplanade après avec Orrec.
Dans la soirée qui suivit ils allèrent dans une courette adjacente où le passemestre évoqua pour Orrec, Taramon qui avait été le chef des Aritans venu du Levant il y a mille ans, qui s’était fixé avec les siens dans Ansul qui était la plus vieille cité des Rivages de l’Ouest et où Galvamand était la plus vieille maison d’Ansul. Orrec poursuivit en disant que les Aritans avaient été chassés parce qu’ils étaient des sorciers, des magiciens ayant des pouvoirs comme les habitants de Entre-Terres...
Desac fit irruption sans prévenir par la porte de la galerie et les rejoignit dans la cour en alarmant Shetar que Gry apaisa. Le passemestre lui souhaita la bienvenue et lui dit que Némar avait fait connaissance d’un fils de soldat qui avait rapporté que l’armée des Alds pourrait être rappelée à Asundar. Desac dit que tout ce qui se dirait devait rester secret. Il s’adressa ensuite à Orrec en disant « C’est Ennu la bienheureuse qui vous envoie Orrec Caspro. Ou peut-être le dieu sourd vous a-t-il appelé à notre secours à l’heure où nous avions besoin de vous. ». Orrec s’étonna et Desac poursuivit « — Vous parlerez quand nous vous appellerons; Voilà maintenant dix ans que nous chantons votre poème Liberté en cachette, à l’abri de nos portes closes… ». Orrec répondit « — Je suis venu à la demande du gand » et qu’il attendrait que Iorath renvoie Iddor et les prêtres à Medron. « — Pourquoi attendre ? Pourquoi laisser le rat s’échapper au piège ? » dit Desac qui leur apprit « qu’une offensive était prévue. Mais ni où ni quand ils pourraient s’y attendre ». Orrec et Gry demeurèrent impassibles. Le passemestre ajouta « — Desac, si je m’enquiers de cette affaire… Si j’obtiens une réponse… l’écouteras-tu ? » Et Desac lui répondit « Oui ! » Le passemestre dit alors « — Je le ferais, dans ce cas » « Dès ce soir ? » demanda Desac et le passemestre accepta. Desac le remercia en lui disant qu’il reviendrait demain matin. Et se tournant vers Orrec il lui dit « — Et votre voix nous appellera. Que la bénédiction de Lero out avec vous…» et il s’éclipsa.
La Maison de l’oracle et ses Lecteurs
Le passemestre demanda à Némar de l’attendre dans la salle secrète. Quand il arriva ils parlèrent d’abord des poètes. Némar préférait Orrec Caspro à Denios. Le passemestre lui parla de sa passion pour Regali qui vivait à Ansul il y a 1 000 ans et qui écrivait en aritan, une langue difficile, à la métrique complexe, qui avait découragé la lecture de Némar « Avec le temps tu y arriveras » lui dit le passemestre qui lui dit qu’il avait beaucoup à lui apprendre. Il lui dit qu’à Galvamand les Galva possédaient non pas un don mais une responsabilité qu’ils devaient utiliser lorsque cela leur était demandé. « Nous sommes les habitants de cette demeure. « Restez-ici. » Nous y resterons. Ici, dans cette maison. Dans cette salle. Nous sommes les gardiens de ce qui s’y dissimule. Nous ouvrons la porte et nous la refermons. Et nous lisons les paroles de l’oracle. ». Il lui apprit que si la fontaine de l’oracle est à sec, sa source coule toujours et est à l’intérieur de la salle secrète. Et il continua en lui disant « Ta maison est la maison de l’oracle, et de l’oracle nous sommes les Lecteurs. » Et que les mots qu’elle a tracés pour ouvrir la porte, sans même connaître l’écriture, elle apprendrait à les lire, et les premiers sont « Restez ici. » C’étaient les premiers mots aritans de l’oracle il y a 1 000 ans. Tous ces massages de l’oracle au fil du temps, furent couchés sur papier en des recueils appelés livres Galva et qui ne pouvaient être lus que par des Lecteurs appartenant à la famille Galva. Souvent au début, on n’écrivait pas encore la question avant la réponse et les mots changeaient. Quelques siècles plus tard la question précédait la réponse. Ce sont des mots impossibles à relire, comme l’eau de la fontaine de l’oracle change toujours. Le passemestre avait appris de sa mère à vingt ans, à lire les livres Galva. Et il avait dit à Desac qu’il irait interroger l’oracle pour ses projets de rébellion et qu’il lui dirait s’il y avait eu réponse. Pour Desac c’était une légende mais la réponse de l’oracle pourrait aider sa cause. Le passemestre demanda à Némar « Je te voudrais à mes côtés. T’en sens-tu capable ? Est-ce trop tôt ? » Némar répondit « Les démons existent-ils , » car elle était une Galva et aussi une Ald qui eux croyaient aux démons. Le seigneur Sunder Galva lui dit alors « Qui sont tes dieux ? » Némar énonça les dieux d’Ansul avec leurs caractères : Lero, Ennu, Iene, Chance, Caran, Sampa, Teru, les dieux de la forêt et des collines, les chevaux de mer, et les âmes de leurs ancêtres… En prononçant leurs noms, Némar sut qu’il ne s’agissait pas de démons et qu’il n’y en avait aucun à Ansul. « Et maintenant ? » dit Némar. Le passemestre souleva sa petite lanterne et dit « Avant tout, l’obscurité. »
Ils allèrent au fond de la bibliothèque où les livres sur les étagères se faisaient plus rares et certains brillaient plus que d’autres étrangement. Némar avait été saisie de peur avant et n’était jamais allé plus loin. Le plafond était plus bas, la clarté plus faible et elle entendit maintenant le chuchotement de l’eau. Au dallage inégal succéda la terre et les cailloux. L’allure claudicante du passemestre se ralentit. Elle aperçut « un mince filet d’eau qui surgissait des ténèbres pour se jeter dans une profonde cuvette avant de disparaître sous terre. » Ils poursuivirent en longeant le bassin jusqu'à une haut tunnel et une longue grotte. Le bassin d’une source apparut soudain et le passemestre souffla la lanterne. « — Bénissez-nous et soyez bénis, esprits du séjour sacré. Nous sommes Sulter Galva de votre peuple et Némar Galva de votre peuple. Nous venons en confiance honorer la sainte vérité qui nous sera révélée. ». Le passemestre posa ensuite sa question à l’oracle « Quelle serait l’issue, aujourd’hui, d’une rébellion contre les Alds qui occupent notre ville ? »
Ils restèrent longtemps dans l’obscurité de la caverne de l’oracle et revinrent lentement jusqu'à l’espace aéré de la salle secrète. Une cinquantaine de petits livres anciens étaient sur des rayonnages fixés à la paroi. Le dernier était un livre blanc que Némar regarda intensément et que le passemestre prit et lui tendit. « — Le liras-tu Némar ? » Quelques mots courraient sur la gauche en lettres minuscules et Némar lu d’une voix caverneuse et fracassante « Rompre pour réparer. », puis « Rangez-le ! Remettez-le en place ! » hurla-t-elle à haute voix. Ensemble ils atteignirent ensuite la table de lecture dont la lampe dispensait une lumière dorée, et Némar secouée de frissons s’effondra sur la chaise. Répondant ensuite à ses questions le passemestre lui dit qu’il ignorait si c’était la réponse mais que c’était l’oracle. Il avait lu ce livre et n’y avait vu aucun mot. « Némar, quelle question aurais-tu posée à ma place ? » « — Comment pourrions-nous nous libérer des Alds ? » répondit Némar aussitôt. « La véritable question » dit le passemestre avec un demi-sourire. Il traça les lettres en l’air et ils sortirent de la salle secrète pour regagner le couloir. Le passemestre n’avait pas reçu de réponse de l’oracle à sa question et il le dirait à Desac. « — Et… ce qu’à dit le livre ? » demanda Némar, à qui Sunder Galva répondit « Ce sera à toi de lui en parler ou non, comme il te plaira. » Némar poussa un énorme soupir et le passemestre éclata de rire. « Va te coucher, mon enfant. » Elle obéit en se rappelant des mots qu’elle avait lus et de la voix qui les avait prononcés « Rompre pour réparer. » Elle toucha la niche sacrée près de sa porte, et sur son lit elle s’endormit comme une masse.
Orrec Caspro récite l’Hymne à la liberté au marché du port
Desac avait sans doute appris du passemestre que l’oracle n’avait pas répondu à sa question et il voulut s’entretenir avec Orrec. Il lui demanda encore de répondre à son invitation quand il lui demanderait de parler au peuple de la ville pour qu’il l’encourage à chasser les Alds. Orrec préférait la confiance à la manipulation et il n’aimait pas qu’on se serve de lui. Orrec et le passemestre parlèrent de Iorath ce soir là qui aimait la poésie, mais ne savait ni lire ni écrire et considérait les livres comme porteurs de démons en suivant la croyance des prêtres. Némar qui avait vu Iorath l’avait vu comme un homme rude et posé qui ne croyait sans doute pas trop aux démons, mais tant qu’il ne saura pas lire il aura peur de l’écriture dit le passemestre. Orrec demanda au passemestre de proposer à Iorath en privé de recevoir des citoyens d’Ansul qui pourraient discuter avec lui. Ils pourraient le persuader de devenir des alliés des Alds plutôt que des esclaves et d’être considérés comme des ennemis. Le passemestre dit que c’était possible, mais que Desac et ses révoltés voulaient passer vite à l’affrontement sans délai et que l’issue était incertaine.
Orrec n’avait pas été convoqué au palais et il descendit en fin de matinée au marché du port avec Gry et sans Shetar. Némar les suivit de loin habillée en garçon comme elle en était coutumière. Orrec fut reconnu et un cercle de passants l’entoura bientôt en lui demandant respectueusement de jouer de sa lyre et de dire des poèmes. Némar se hissa sur le socle de la Tour des Amiraux qui portait la statue de pierre d’un cheval fièrement campé. Ce coursier était vénéré comme les dieux de la mer, les Seunes, sous l’apparence d’un cheval de mer, mais les Alds l’ignoraient. Orrec récita d’abord Les Collines de Dom, un poème d’amour de Tetemer qui était un classique connu de tous. Puis il récita le conte d’Adira et de Marra sur les pentes du mont Sul qui était le plus haut point d’Ansul. Némar avait lu ce conte dans la salle secrète et se réjouit de l’entendre, déclamé à haute voix devant son peuple. La foule rit et l’acclama avec des « Eho ! Eho ! Gloire aux poètes. » Orrec reprit la parole, d’une voix qui portait très loin et dit « — Allez. Chantez avec moi. Il empoigna sa lyre et le calme revenu, il entonna le premier vers de sa chanson Liberté. – Tel un veilleur guettant l’aurore… ». Les voix répondirent à la sienne. Un millier de voix car le peuple d’Ansul connaissait cette chanson. Desac avait raison, Orrec avait allumé l’étincelle de la révolte. « Un homme à la voix grave lança - Lero ! Lero ! Lero ! » et la foule reprit l’invocation comme un air martial. La troupe montée des Alds s’introduisit dans la foule qui se dispersa et s’enfuit. Orrec et Gry repartirent pour Galvamand et Némar aussi par un autre chemin.
En début de soirée un officier en cape bleue fit arrêter sa jument alezane sous le porche. Il annonça que le gand recevrait le poète demain en fin d’après-midi. « — Salut Ném » s’écria Simme qui lui dit que le militaire était son père qui avait accepté qu’il l’accompagne. Ném lui dit que de même qu’il lui était interdit d’entrer chez les Alds, il ne savait pas qu’il était interdit d’entrer dans les maisons d’Ansul sans y être invité, et il le traita d’ignare. Simme le suivit autour de la maison jusqu'à la cour d’honneur où à droite était la fontaine de l’oracle dont l’eau ne sortait plus. L’urne était faite en serpentine verte qui était la pierre de Lero. Il lui montra des mots gravés à la base, faits de lettres; des démons pour les Alds, et l’écriture de la magie noire. « — Allez Ném, laisse-moi tranquille » dit-il… Simme se taisait et repartit d’où il était venu.
Le soir au dîner Gry, Orrec et Némar rapportèrent au passemestre et aux gens de la maison la prestation d’Orrec au marché du port. Après le dîner Desac les attendait dans la cour et il dit à Orrec « — Je savais que vous parleriez pour nous ! La mèche est allumée » Orrec répondit « Attendons ce que le gand en dira » et il apprit à Desac son rendez-vous en fin d’après-midi. Desac parla ensuite de l’oracle qui n’avait pas répondu et il dit « — Je reviendrai à Galvamand quand la ville sera délivrée. » puis il partit à grands pas.
La révolte du complot d’Ansul contre le palais des Alds est déclarée
Orrec et Chy avec Shetar allèrent au palais du gand à pied en fin d’après-midi, puis ils revinrent depuis le marché par les rives des canaux où Némar les retrouva et leur demanda des nouvelles. Tout s’est bien passé lui dit Gry, le gand a voulu entendre l’histoire d’Adira et de Marra que Orrec a raconté hier au marché. Il a même ajouté qu’il ignorait que vous aviez de tels guerriers et dit du vieux seigneur Sul « Il a le courage de l’épée et celui des mots. Or, celui-ci est plus rare. » Gry ajouta que le gand devrait rencontrer Sulter car ils étaient faits pour s’entendre.
Une cavalcade de chevaux se fit entendre sur les rues au-dessus des rives des canaux avec des cris « — Ça va casser ! Ça va casser… » « — Sous le pont » s’écria Orrec. Une masse sombre jetée par-dessus le pont tomba sur la rive et des têtes apparurent au-dessus du pont. Puis ce fut suivi d’un silence de mort, mais la bataille continuait plus loin. Gry s’agenouilla près du pauvre bougre mort qui avait la nuque brisée, c’était un Ald. Némar les entraîna ensuite pour les protéger par les digues des canaux et sur des passerelles étroites jusqu’à une barque. Shétar refusa d’y monter et plongea dans l’eau pour remonter sur l’autre berge proche du vieux parc de Galvamand où ils arrivèrent enfin jusqu’au secteur habité de la maison. Ils étaient tous réunis dans l’office où ils prenaient leurs repas. Le passemestre fut heureux de les revoir et ils se restaurèrent. Gudit le palefrenier était sorti avant et avait vu un grand incendie avec une fumée noire au-dessus de l’hôtel de ville où était le palais du gand. Puis les Alds étaient sortis les épées dégainées, en disant dans les rues « Videz les rues ! Rentrez chez vous ! Plus personne dehors » Une amie était arrivée ensuite pour confirmer que le palais du gand avait été incendié et que le roi des Alds avait péri avec beaucoup de toques rouges à l’intérieur. Le passemestre commanda ensuite d’aller se coucher en disant que Orrec et Gry garderaient le devant de la maison avec le lion.
Némar bondit de terreur car à l’autre bout de la salle un homme se tenait dans l’embrasure de la porte. Il demanda « — Puis-je me réfugier ici ? Me cacherez-vous ? » « — Oui » dit le passemestre. C’était un fugitif, un esclave du palais qui selon lui n’avait pas été suivi. Il s’appelait Cader Antro, de Gelbmand, il avait été le fils du forgeron mort l’an dernier que le passemestre avait connu. Il dit que Desac et ses conjurés avaient mis le feu à la tente du gand où étaient le gand Iorathh, son fils Iddor avec des prêtres toques rouges, ainsi que des esclaves du palais dont certains comme lui avaient pris part au complot. Mais Iddor et les prêtres étaient sortis tôt et Desac avait été repoussé sous la tente où tous avaient brûlé. Desac, Iorath et les esclaves dedans étaient morts. Il s’en était enfui en rampant puis en plongeant et en se laissant porter par le courant jusqu’au port. Puis il était venu à la maison de l’oracle où les autres survivants pourraient aller se regrouper et trouver refuge. À l’aube, Orrec arriva avec Sulsem Cam de Cammand qui était un ami d’enfance du passemestre et qui lui avait apporté beaucoup de livres. Il confirma ce qu’avait dit le réfugié et lui dit qu’avec Iddor et son armée il avait peur pour sa maisonnée. Sulter lui répondit « Nous avons une ville, pas eux. » Et Sulsem Cam après avoir serré la main du passemestre repartit chez lui avant que le jour ne soit entièrement levé.
Au matin Gry était en grande conversation avec une inconnue. Elle présenta Ialba Actamo à Némar Galba. Elle portait la robe à rayures pâles des esclaves du palais et c’était Tirio Actamo qui l’avait envoyé. Elle devait transmettre un message du gand Iorath. Il avait été blessé mais n’était pas mort. Son fils l’a mis à l’abri du palais en disant aux soldats qu’il était mort. Les prêtres l’ont mis en prison avec sa dame Tirio Actamo qui mourra avec lui si Iddor tue son père pour prendre sa place. Ista confirma qu’elle était la fille de l’amie qu’avait été sa mère à Actamand et qu’elle savait que Ialba était la préférée enfant de dame Tirio. « — Il faut absolument en avoir le cœur net ! » dit le passemestre. Némar revêtit ses habits de garçon et partit en disant qu’elle en avait pour une heure avant son retour.
La fontaine de l’oracle jaillit et Iddor est accusé de menteur
Némar revint de la ville en disant qu’il n’y avait aucun d’attroupement et que des militaires et des cavaliers descendaient en faisant des moulinets avec leur épée. Des réfugiés de la ville arrivèrent bientôt de toutes parts dans la cour principale et dans la rue Galva qui fut bientôt noire de monde, en face de la porte où se tenaient Gry et Shetar. Deux arbalétriers prirent place de part et d’autre de l’entrée pour défendre la porte de l’oracle. Un gamin arriva de l’hôtel de ville en annonçant que le nouveau gand Iddor arrivait avec son armée et que les prêtres enchaînaient les discours. Le passemestre discutait dans le vieux secteur de la maison avec Per Actamo et les membres de sa famille. Némar puis le passemestre demandèrent à Orrec de s’adresser au peuple qui refusa. Le passemestre déclara désespéré que tout serait perdu, les livres morts et les poètes, et il partit vers l’arrière de la maison dans la salle secrète, après que Némar, muette, ait été incapable de le suivre. Les émeutiers dans la rue Galva se fendirent pour laisser passer cinquante cavaliers et une dizaine de toques rouges qui entouraient Iddor revêtu d’une cape d’or, avec un grand concert et charivari de trompettes et de tambours. Iddor s’avança en premier vers la porte de Galvamand. Gry vint devant lui avec Shetar à ses côtés sans laisse et lui dit « — L’entrée de cette maison vous est interdite. » Iddor dit d’une voix de stentor « Le grand Iorath est mort, assassiné par des rebelles et des traîtres. Moi son héritier, Iddor, gand d’Ansul, réclame vengeance. Je déclare cette maison maudite. Elle sera démolie et avec elle périront tous ses démons. La gueule du mal sera réduite au silence. Le dieu unique régnera sur Ansul. Dieu est avec nous !... ».
Un murmure se répondit dans la foule. « — Regardez la fontaine ! Regardez la fontaine ! » Un homme venait de se camper près de Némar, de haute stature, la main tendue, droit vers la fontaine de l’oracle. Un fin jet d’eau jaillit et retomba puis un jet d’eau encore plus fort et le chant de l’eau se répercuta dans toute la cour. « — Viens avec moi Némar dit le passemestre. » Némar vit son seigneur se dresser sur la plus haute marche de la fontaine et il dit en se tournant vers la cour, d’une voix qui remplissait l’espace « — Iddor de Medron; fils d’Iorath, Vous mentez. Votre père vit. Vous l’avez fait jeter en prison et prétendez sans raison à sa succession. Vous trahissez les soldats qui vous servent fidèlement. Vous trahissez votre dieu Athh qui n’est pas avec vous. Il abomine les traîtres. Cette demeure ne tombera pas… Cette demeure est la maison de l’oracle et, dans les livres abrités sous ce toit, votre destin et le nôtre sont écrits. » ». Il brandit de l’escalier un modeste livre. Il descendit l’escalier à grands pas et vint le mettre sous les yeux d’Iddor en lui disant « — Savez-vous déchiffrer ceci, fils d’Iorath ? Non ? Dans ce cas nous le lirons pour vous. » Une voix mystérieuse et tonitruante retentit, au-dessus de la foule et de la fontaine jaillissante. Et voilà les mots que Némar entendit « Qu’ils libèrent : ». Iddor écarta le livre, son cheval se cabra puis fit une ruade et désarçonné il glissa le long de sa monture. Il se redressa en titubant et son cheval recula.
Gry et Shetar rejoignirent le passemestre et Némar avec Orrec. Le passemestre dit d’une voix forte « — Hommes d’Asundar, soldats du gand Iorath, votre seigneur est retenu captif dans son palais. Irez-vous le délivrer ? ». Et Orrec poursuivit « — Peuple d’Ansul ! Veillerons-nous à ce que justice soit faîte ? Irons-nous libérer le prisonnier et les esclaves ? Saisirons-nous la liberté avec nos mains ? ». La foule se rua vers l’hôtel de ville aux cris de « Lero ! Lero ! » Les citoyens contournèrent les cavaliers. Le capitaine hurla des ordres. Une trompette sonna et les soldats suivirent la foule sans s’en mêler. Les toques rouges avaient remis Iddor en selle et suivirent les cavaliers de leur escorte qui ne les avaient pas attendus. Orrec, Gry avec Shetar en laisse, et Per Actamo avec le petit groupe d’hommes venus autour de lui, suivirent Iddor et les religieux. Némar dit qu’elle ne bougerait pas en étant émerveillée de la colonne d’eau qui jaillissait de la fontaine de l’oracle. Gudit s’exclama « — Ennu de miséricorde. Elle coule à nouveau. »

### Troisième partie
Iorath et dame Actamo sont retrouvés et Ansul est libéré
Némar entendit ensuite les événements de l’hôtel de ville au retour d’Orrec et de Per Actamo. Ils avaient suivi à la trace « comme une queue de comète » Iddor et les toques rouges qui avaient voulu passer par une porte derrière l’hôtel de ville. Ils oublièrent de penser qu’ils pouvaient être poursuivis et descendirent au sous-sol puis dans une salle de garde à qui ils hurlèrent des ordres aux fonctionnaires de service. Les soldats exigèrent de voir le gand Iorath et les prêtres dirent que le gand était mort et qu’ils ne pouvaient profaner des rites funéraires. Orrec s’avança tout droit devant le prêtre et lui dit « Iorath est vivant! Il est sauf, enfermé dans ce sous-sol ! L’oracle a parlé! Ouvrez la porte de la prison, serviteurs d’Atth ! ». Les soldats attaquèrent les religieux qui défendaient la porte et qu’un militaire déverrouilla et ouvrit rapidement. Dans la pièce noire une silhouette blanche, à la lueur d’une lanterne, sortit des ténèbres, couverte de crasse et de sang. Quand elle aperçut Per Actamo elle dit « — Cousin. » et Per répondit « – Dame Tirio. Nous sommes venus libérer le gand Iorath. » Elle les fit entrer dans le cachot où Iorath gisait sur une table, bras et jambes enchaînés et les pieds brûlés. Les officiers le détachèrent. Orrec lui expliqua qu’il avait suivi son fils. Iorath demanda « — Où est-il ? » mais ses officiers lui dirent qu’il pourrait se montrer à ses hommes d’abord qui le croyaient morts. Il demanda que sa dame avec Orrec et Per Actamo l’accompagnent. Ils remontèrent l’escalier jusqu'à la salle du Conseil pour s’avancer ensemble jusqu'à la Terrasse des orateurs qui dominait le parvis. Toute la place était pleine d’hommes armés et de femmes bien plus nombreux que les Alds qui se tenaient groupés sur les marches de l’hôtel de ville. Iorath se crut incapable de se porter devant Ansul en colère. Ses officiers crièrent « — Le gand Iorath est vivant ! » Les soldats du bas redirent « — Il est vivant! » Il parut au balcon mais les Ansuliens clamaient « — Mort au tyran ! mort aux Alds ! » Iorath prit la parole avec « — Soldats d’Asudar, citoyens d’Ansul ! » mais sa voix ne portait pas. Il fit signe à Orrec d’avancer et lui dit « — parlez-leurs, poète. Calmez-les. » La foule l’aperçut et cria « — Lero ! Lero ! » et « Liberté ! » Orrec obtint le silence et fit ensuite un long discours improvisé dont il ne se souvint plus ensuite. Il parla de la fontaine de l’oracle qui coulait après avoir été tarie, que l’oracle leur avait enjoint de « libérer » et que le maître et l’esclave étaient libérés. Il dit encore « Que le peuple d’Ansul sache qu’il n’a plus de seigneurs; Que les Alds nous laissent en paix et Ansul sera en paix avec eux. Qu’ils cherchent une alliance et nous la leur accorderons » et en témoignage de cette paix il dit d’entendre Tirio Actamo, citoyenne d’Ansul, épouse du gand Iorath. Elle parla d’une voix claire en disant « Que soient de nouveau bénis les dieux d’Ansul qui nous donneront la paix. Cette ville nous appartient? Gouvernons-la comme nous l’avons toujours fait. Soyons de nouveau un peuple libre. Que Chance, Lero et tous nos dieux soient avec nous ! ». La foule répondit en disant « — Lero ! Lero ! »… Iorath ordonna aux officiers d’éloigner les soldats des marches du palais, de se regrouper à l’est et de ne pas lever une seule arme contre les Ansuliens, même bousculés par les citoyens assoiffés de vengeance. Iorath installé sur une litière dit à Orrec « — Vous avez bien parlé poète .» Et il ajouta qu’il n’avait pas l’autorité pour faire une alliance avec Ansul. « — Il serait bon de l’acquérir, monseigneur. » lui dit doucement Tirio Actamo à l’oreille. Il n’avait pas vu les contusions du visage tuméfié de Tirio Actamo. En se redressant il demanda « Où était le maudit traître ? » Ses officiers se regardèrent. « — Trouvez-le » leur dit-il. Il éclata ensuite de rire en disant à Orrec « — Alors, comme ça, vous nous avez mariés ? »
Orrec rentra en début d’après-midi à Galvamand et le passemestre revint dans la salle de réception où les visiteurs accoururent pour saluer Galva, le Lecteur. Il fallut apporter des chaises et des bancs pour les commerçants, magistrats, maires des quartiers de la ville et membres du Conseil. Ista dit que c’était comme au bon vieux temps mais elle dut aller emprunter des coupes pour offrir de l’eau de la fontaine de l’oracle à ses hôtes. La maison de Cammand offrit cinquante lourds gobelets de verre de la part d’Ennulo Cam, la femme de Sulsem Cam qui dit par ses deux garçons que c’était un présent de leur famille pour la maison sacrée de la fontaine.
Orrec dut raconter ce qui s’était passé à l’hôtel de ville, et dit encore qu’Iddor avait fait torturer son père et sa maîtresse ansulienne pour le plaisir. « — Où est-il passé celui-là avec ses toques rouges ? » demanda une femme. Elle avait raison car les citoyens qui avaient fouillés partout dans l’hôtel de ville l’avaient retrouvé caché avec trois prêtres dans un petit grenier à la base de la coupole. Les officiers les avaient fait descendre et enfermés au sous-sol dans la salle de torture où Iorath et Tirio avaient passé la nuit. Là où Sulter Galva était resté un an. Gry revint avec Sheta qui à sa demande fit sa révérence au passemestre et reçut une friandise. Les visiteurs se levèrent et chacun remercia Orrec. Ils bénirent ensuite le Seigneur des Sources et des Eaux et ils se baissèrent pour effleurer la pierre du seuil en partant.

### Quatrième partie
Ansul libre doit négocier avec les Alds d’Asudar
Le lendemain les visiteurs affluèrent encore à Galvamand pour s’entretenir avec le passemestre qui voulait Némar à ses côtés. Ansul se reconstituait comme avant l’invasion et se reconstruisait. Des visiteurs voulaient que les débats aient lieu à l’hôtel de ville pour y mettre le siège du gouvernement sans plus attendre. Selsem Cam et Per Actamo dirent calmement qu’il fallait reprendre des forces avant de passer à l’acte. Selsem Cam déclara ensuite « À Ansul, nous ne prenons pas le pouvoir, nous le prêtons. – À charge d’intérêts ajouta le passemestre, pince-sans-rire ». Le point de vue des anciens des grandes maisons, respectés de tous, fut respecté par les plus jeunes qui n’avaient pas de souvenirs. Mais plus la journée passait, plus les visiteurs étaient armés et voulaient aller se venger des Alds qui les avaient opprimés. Un jeune chef de bande de ces gaillards, dit au passemestre « — Galva! N’avez-vous pas brandi dans votre main le livre de l’oracle. Ne l’avez-vous pas entendu dire « Libérez » ? » Il demanda ensuite au passemestre en disant « — Ce sont vous les Lecteurs. Les Galva » d’aller consulter de nouveau l’oracle pour lui demander si le moment n’était pas venu de réclamer la liberté ! « — Lisez-vous-même. » répondit le passemestre sèchement, en tendant au jeune homme un livre qu’il sortit de sa poche. « — Je ne sais pas lire » dit le jeune chef. Le passemestre sévèrement lui dit « — À quoi bon une réponse qu’on ne comprend pas ? » Honteux, le jeune chef s’excusa « — Passemestre, je vous demande pardon. » Le passemestre souhaita une bonne soirée à tous et repartit en claudiquant vers les couloirs obscurs de la maison.
Gry avec Shetar en courte laisse emmena ensuite Némar sur la colline du Conseil pour voir ce qui s’y passait. Des hommes souvent armés y étaient et les plus jeunes voulaient en découdre. Mais il y avait devant eux une file de citoyens, assis ou debout, sur le côté est de l’esplanade, qui étaient résolus à empêcher les jeunes « de s’attirer des ennuis. » Ils revinrent tranquillement à Galvamand et Némar demanda à Gry « — vous n’avez jamais eu d’enfants, Orrec et toi ? » Si répondit-elle à voix basse, en disant qu’ils avaient eu une fille, appelée Melle. Elle n’avait vécu que six mois après avoir succombé à la fièvre à Mesun, en Urdile. Elle ajouta qu’elle aurait dix-sept ans à ce jour et demanda quel âge avait Némar ? « — Dix-sept ans. » répondit à grand-peine. Némar. Gry sourit en se serrant contre elle.
Le lendemain une foule amassée place du Conseil demandait aux Alds de quitter la ville. Après s’être entretenu avec le passemestre, Orrec monta sur Bran, Gry monta sur Étoile et Némar partit à côté de son amie. Arrivés devant le cordon de citoyens entre la foule et les soldats qui s’interposait toujours, Orrec demanda de parler au gand Iorath. On le laissa passer et Némar se retrouva avec la bride de Bran en mains. Ensuite un rugissement jaillit de la foule car dans la tribune des orateurs étaient apparus Orrec, vêtu de son kilt et de sa veste noire, et Tirio Actamo en robe à rayures bistre et blanches. Gry fit la courte-échelle pour faire monter Némar sur Bran et elle monta sur Étoile pour être au-dessus de la foule et mieux regarder. « — Aujourd’hui est le jour de Lero » dit Orrec d’une voix claire. Il demanda s’il pouvait s’exprimer bien que n’étant ni d’Ansul, ni d’Asudar ? « — Oui. Laissez parler le poète ! » clama la foule. Il dit qu’il avait Tirio Actamo, fille d’Ansul et épouse du gand des Alds à ses côtés, et que tous deux lui avaient demandé d’annoncer que les soldats Alds n’attaqueraient pas, ne se mêleraient pas de leurs affaires et resteraient dans leurs casernes. Et les soldats obéiront aux ordres du gand Iorath. « Cependant, il ne peut leur ordonner de quitter Ansul sans le consentement de son roi » Et il lui faudra attendre des nouvelles de Medron. Lero montrera ensuite de quel côté penchera la balance. En remerciement à l’hospitalité d’Ansul et de la grâce des dieux, Orrec leur proposa « Entendez-vous le Chamhan ? Entendez-vous l’histoire d’Hamneda emmené en esclavage à Ambion ? – Oui ! fit la foule d’une seule voix » qui connaissait cette histoire bien connue dans tous les Rivages de l’Ouest. Il termina en disant « La liberté est un lion déchaîné, le soleil qui se lève : il est impossible de l’arrêter. Si vous voulez la liberté, donnez-là! Libérez pour être libres. ». Les citoyens manifestèrent leur joie et l’entourèrent ensuite de toutes parts avec des louanges, jusqu’à le porter en triomphe. Gry et Némar ne purent l’approcher. Gry dit à Némar de bien serrer ses genoux sur sa selle et ils revinrent à Galvamand à cheval sous les acclamations et les plaisanteries de la foule.
Depuis, une milice citoyenne, avec des hommes armés, montait la garde jour et nuit sur la colline du Conseil, autour des casernes et des écuries des Alds. Per Actamo qui n’avait pas trente ans, était au centre des réunions et des projets pour la Constitution du Conseil et on avançait une date pour les élections. Un matin la nouvelle se répandit qu’une armée Ald était apparue sur les collines voisines de la ville. Cela créa la panique. Le passemestre apaisa ses visiteurs et il demanda à Némar d’aller passer un message à Iorath et à dame Tirio pour en savoir plus. Némar passa sa tenue de garçon et redevint Ném pour ne pas être reconnue. Elle courut par les digues puis arriva sur la colline du Conseil derrière l’écurie des Alds, en s’approchant des soldats pour leur demander s’il y avait un garçon nommé Simme dans l’écurie du gand ? Il confirma ensuite que Simme le connaissait et qu’il avait un message à remettre au gand de la part de son maître le passemestre. On le fit rentrer puis Simme arriva et le reconnu en disant qu’il était un palefrenier au service du poète et de la femme au lion, dans la maison des démons. Un officier lui dit qu’il avait du sang Ald et il ne répondit pas. Le capitaine lui dit qu’il n’avait pas accès à la caserne mais lui demanda s’il voyait le gand de lui dire de sa part qu’ils manquaient de vivre dans les écuries. Puis sur l’esplanade il franchit le cordon de la milice des citoyens en disant qu’il avait un message du passemestre pour dame Tirio. Simme l’accompagnait. Arrivés aux baraquements on appela le père de Simme qui le conduisit jusqu'aux casernes. Enfin il parvint ensuite jusqu’à Tirio Actamo qui le reconnut et l’embrassa. Elle l’emmena à l’autre bout de la pièce jusqu’au chevet du gand Iorath. Il lui demanda de la part du passemestre, pourquoi des soldats marchaient sur la ville depuis l’Asudar, combien étaient-ils, et si ses ordres changeraient une fois les soldats arrivés ? Le gand dit à dame Tirio qu’au nom d’Atth ce gamin ne manquait pas de sang-froid. Dame Tirio lui dit que Némar était la fille de la maison de Galvamand. Le gand répondit que ce n’était pas une armée mais un messager du gand des gands, et qu’il lui avait demandé il y a deux semaines. Dis à ton passemestre que c’est un messager escorté de dix à vingt gardes et non une armée. Et invite-le à venir les recevoir, sans que les citoyens ne s’affolent, avec le poète. Le gand viendrait aussi et ils parleraient ensemble au peuple. Némar lui dit que Sulter Galva n’était pas à son service et que c’était au gand de venir à lui. Tirio ajouta que le passemestre était aussi invalide que lui. Iorath dit alors « — Très bien, j’irai. Que l’on fasse venir une litière et annonce que nous désirons engager des pourparlers à Galvamand... Évitons de tout gâcher... Il y a déjà eu assez.... »
Quelques minutes après la force ald était en vue, un peloton d’une vingtaine de cavaliers, étendards au vent. Ils sonnèrent de la trompette et la caserne répondit par une même sonnerie. Comme aucune autre armée ne suivait cette troupe la panique des citoyens n’augmenta pas. Ils furent arrêtés au premier pont et discutèrent avec les Ansuliens. Un Ald porteur d’un bâton blanc fut autorisé à passer la porte à pied puis à aller vers les militaires qui protégeaient la caserne. « — Voici votre messager » dit Tirio au gand qui voulut parler en privé avec lui, en faisant sortir tous ceux qui étaient dans sa pièce. « — Venez » dit ensuite le gand à Tirio et Némar. Il avait le visage cireux et sans doute une forte fièvre et il dit « — Mon Dieu ! Mon Dieu ! Tirio, je nous crois tirés d’affaire. Dieu soit loué. Écoutez. Vous irez toutes deux au palais des démons dire à son chef ce qui suit... » Il dit qu’aucune armée n’était venue d’Asudar. Que le gand des gands offrait une exemption totale de tribut aux Ansuliens, qui serait remplacé par un impôt payé au trésor de Medron à titre de protectorat d’Asudar pour Ansul. Le gand d’Ansul était honoré par le fils du soleil, le gand des gands d’Asudar, du titre de Prince-légat de ce nouveau protectorat. Il recevrait les dirigeants d’Ansul pour les futurs échanges commerciaux avec Asundar. Il conserverait une garde personnelle pour protéger la ville ou d’une éventuelle invasion de Sundraman. Enfin la plupart des troupes seraient renvoyées à Medron. Némar lui dit ensuite qu‘elle pourrait porter ce message au passemestre de Galvamand. Iorath accepta plutôt que d’aller voir le rencontrer en charrette, et il lui dit de revenir ensuite avec l’accord du passemestre. Tirio accepta aussi de partir avec Némar et dit qu’elle parlerait de cet accord au passemestre. C’est ensuite à Galvamand que le passemestre entendit et accepta ce message du gand et le transmit au peuple. Pour les Ansuliens, Asudar leur offrait une liberté sous conditions. Ils y voyaient une victoire car pour eux la paix et les échanges commerciaux avec les pays voisins étaient dans leur histoire depuis les premiers temps. Et la fontaine de l’oracle coulait, les fleurs étaient offertes aux autels et maisonnettes des dieux de la ville qui revivait comme avant l’invasion.
Némar revint transmettre en retour l’accord du passemestre au gand. C’est après que l’émissaire du haut-gand retourna à Medron, avec une escorte de cent soldats commandés par le père de Simme qui chevauchait avec son fils à ses côtés qui était heureux de rentrer chez lui. La compagnie comportait un chariot de prisonnier où Iddor, fils de Iorath, était enchaîné et vêtu de hardes d’esclaves, les cheveux et la barbe longs ce qui était un signe de déshonneur et de disgrâce chez les Alds. Ce sera au haut-gand de statuer ensuite sur son sort. La plupart des religieux qui avaient été relâchés par le gand partirent encore pour Medron avec la compagnie.
Némar revint dans la bibliothèque de la salle secrète où elle n’avait pas été depuis longtemps. Elle alluma la lampe du bureau et relue Les Élégies écrites en aritan, qu’elle avait étudiée avec le passemestre avant que Gry et Orrec n’arrivent. Elle se sentit en paix et à sa place. « Elle prit ensuite Rostan, qu’elle appelais « Rouge qui brille » quand elle était enfant. Car elle avait entendue Orrec en parler d’un ton rêveur comme d’une œuvre perdue, écrite en aritan, du poète Regali. ». Elle emporta cet ouvrage, ce qu’elle n’avait jamais fait avant et sortit de la salle secrète.

### Cinquième partie
La maison de l’oracle et la salle secrète retrouvent leurs origines
Orrec, Gry et Shetar en fin d’après-midi étaient rentrés du marché du port. Le conteur extrêmement fatigué s’était écroulé pour faire un somme sur son lit, comme après chacune de ses prestations s’il le pouvait. Némar entra et lui dit « — Je t’ai apporté quelque chose, Orrec, en lui tendant le grand livre à couverture rouge et caractères d’or ». Quand il vit que c’était un livre et qu’il découvrit quel était l’ouvrage, il lui dit « Oh ! Némar ! Que m’offres-tu là ? » « — Ce que j’ai à t’offrir » répondit-elle. Il dit ensuite qu’il savait qu’il devait y en avoir de cachés dans la grande bibliothèque. Il demanda ensuite s’il y en avait d’autres dans cette maison ? Némar hésita pour répondre puis dit « — Oui. Il y a des livres ici. Mais je ne pourrai pas t’emmener là où ils se trouvent. Je demanderai au passemestre mais je crois que cet espace n’est réservé qu’à nous. À notre peuple. Il est dissimulé par nos gardiens : les esprits de la maison, les Ancêtres. Ceux qui nous ont précédés. Ceux qui nous ont commandé de nous établir ici. ». Orrec et Gry comprirent très bien car ils avaient eux-mêmes des dons hérités de leur lignée. Némar poursuivit en disant qu’elle devait parler de ce don au passemestre car elle ne lui en avait pas demandé la permission. Maintenant il n’était plus nécessaire de les cacher. Et elle demanda si Orrec « pourrait lire des légendes au peuple au lieu de les réciter ? Pour montrer que les livres ne sont pas des démons, mais que notre histoire, nitre âme et notre liberté y sont écrites ? ». Avec un radieux sourire Orrec lui dit « — Je crois que c’est toi qui devrait leur en faire la lecture Némar. »
Gry et Shetar partirent ensuite avec Némar pour faire le tour du vieux parc. Némar lui demanda quand ils comptaient reprendre leur route. Gry répondit qu’ils avaient sans doute eu l’intention de partir pour le Sundraman qu’ils ne connaissaient pas, mais que maintenant Orrec voudrait étudier tous les livres qu’elle pourrait lui montrer, car il est heureux s’il peut lire, écrire et écouter son cœur dans le silence. » Gry dit qu’elle irait sans doute s’ils passaient l’hiver ici, proposer ses services à un dresseur de chevaux. Némar lui dit que Gudit espérait faire venir quelques chevaux pour le passemestre. Gry dit qu’elle pourrait dresser un poulain pour lui, mais qu’ils finiraient par repartir en Urdile, où Orrec voudrait transmettre aux érudits de l’université de Mesun ce qu’il aurait appris ici. Némar répondit qu’elle pourrait recopier le livre et l’aider à tout retranscrire, car « lorsqu’elle écrit un texte elle s’en souvient en même temps. » « Aimerais-tu nous accompagner au printemps ? » demanda Gry. Némar interloquée en avait rêvé éveillée et elle déclara « Je vous suivrais n’importe où, Gry. » puis elle dit qu’elle reviendrait car sa place était à Galvamand. Némar ne pouvait quitter le passemestre sans jamais revenir et elle ajouta « Je crois être la Lectrice. Ce rôle ne lui échoit plus. Il s’est transmis; » Elle expliqua ensuite à Gry comment une voix ne pouvait s’exprimer que par quelqu’un capable de poser une question et d’en lire la réponse.
Ils quittèrent le parc pour aller dîner. Il fallut arracher Orrec de sa lecture de Rostan. Au dîner Per Actamo avait reçu un message de sa cousine Tirio Actamo qui disait que le prince-légat d’Asudar son époux, désirait s’entretenir avec le passemestre dans sa maison. Le passemestre accéda à cette requête avec un sourire en disant qu’il était toujours agréable de parler de poésie. La rencontre fut fixée à quatre jours plus tard et Per Actamo en porterait le message à Tirio Actamo. Ils partirent se coucher mais le passemestre demanda à Némar de rester une minute. Elle lui dit à sa demande qu’elle était retournée une fois à la salle secrète où elle avait pris le livre Rostan de Regali qu’elle avait ensuite offert à Orrec, parce que le moment en était venu, en lui disant qu’elle en demanderait ensuite la permission au passemestre. « — Viens Némar.
Ils se dirigèrent vers la salle secrète où le passemestre lui dit que Orrec Caspro serait pour elle un bon professeur d’aritan et qu’elle avait bien fait de lui donner Rostan. Il avait dit à Iddor qu’il «était le Lecteur, mais il ne connaissait pas la langue. C'était elle maintenant la Lectrice et elle devait savoir lire l’aritan. Elle accepta et il lui dit que maintenant, cette pièce secrète lui appartenait et que c’était la volonté de la maison. Némar lui demanda ensuite lorsque l’eau de la fontaine de l’oracle avait jaillie dans la cour, si c’était un miracle ? Non dit-il, le Seigneur des Sources lui avait indiqué il y a bien longtemps comment faire et il pourrait lui montrer quand elle voudrait. Némar voulu savoir après à propos de l’autre miracle, pourquoi il n’était plus infirme lorsqu'il revint à la fontaine jaillissante de l’oracle, et pourquoi il avait sorti de sa poche un petit livre qu’il montra à Iddor ? Le passemestre dit que c’est ce que l’on lui avait dit ensuite, Dans la salle secrète il lui était apparu qu’il devait faire couler la fontaine, puis rester en silence avec le livre sorti pour libérer la voix de Némar. Il n’avait pas eu le temps de consulter l’oracle et c’est à Némar que l'oracle parle maintenant. Il lui tendit ensuite le petit livre qui était un recueil de contes pour enfants intitulé Histoires d’animaux. Némar se rappela des paroles de Denios qu’elle dit à voix haute « En chaque feuille se cache un dieu ; entre tes doigts gît le sacré. ». Au bout d’un instant elle ajouta « — Et il n’y a pas de démons » et le passemestre répondit « — Non. Il n’y a que nous. C’est nous qui faisons leur œuvre. » Némar traça en l’air les lettres de lumière et ils sortirent en silence du passage. Arrivé devant sa porte il déposa un baiser sur son front et ils se séparèrent après cette bénédiction nocturne.